# Joseph W. Henkle
Joseph W. Henkle Sr. (* 29. August 1906 in Ponca City, Oklahoma-Territorium; † 25. Januar 1983 in Great Bend, Kansas) war ein US-amerikanischer Politiker. Zwischen 1957 und 1961 war er Vizegouverneur des Bundesstaates Kansas.
Die Quellenlage über Joseph Henkle ist sehr schlecht. Gesichert ist, dass er mindestens zeitweise in der Ortschaft Great Bend im Barton County lebte und Mitglied der Demokratischen Partei war. Im August 1956 nahm er als Delegierter an der Democratic National Convention in Chicago teil. Im selben Jahr wurde er an der Seite von George Docking zum Vizegouverneur von Kansas gewählt. Dieses Amt bekleidete er zwischen dem 14. Januar 1957 und dem 9. Januar 1961. Dabei war er Stellvertreter des Gouverneurs. Er starb am 25. Januar 1983 in Great Bend.